# Giovanni da Nola
Giovanni da Nola, auch Giovanni Merliano, Meriliano, Mirgiliano, Miriliano, Mariliano (* um 1488 in Mirgiliano bei Nola; † 1558 in Neapel) war ein italienischer Bildhauer der Renaissance.

## Leben
1507 zog der in Mirgiliano geborene Giovanni mit seinen Eltern nach Neapel, um bei Pietro Belverte aus Bergamo zu Anfang die Holzschnitzkunst und anschließend die Marmor-Bildhauerei zu erlernen. Schon 1508 wurde er für seine gemeinsame Arbeit mit Belverte an einem heute verlorenen Annenaltar in der Chiesa dell’Annunziata in Neapel bezahlt. Er lernte weiterhin unter Agnolo Aniello Fiore und ging dann nach Rom, das ihn wegen Michelangelo Buonarroti anzog, dessen Werk er intensiv studierte. Nach seiner Rückkehr nach Neapel erhielt er Aufträge für Kirchen, Plätze und Paläste.
Giorgio Vasari beklagte sich später darüber, dass es durch den großen Gehilfenanteil an Giovanni da Nolas Arbeiten schwer sei, sich ein klares Urteil über ihn zu fällen. Hinzu komme die Tatsache, dass von diesen Werken viele nur dokumentarisch überliefert seien und ein Großteil des heute für ihn in Anspruch genommenen Werks nicht durch zeitgenössische Quellen, sondern erst durch die spätere Lokalliteratur bezeugt sei.
Giovanni da Nola starb 1558 mit 70 Jahren in Neapel (nach Vasari, 1568).

## Werk
Der Frühzeit Giovannis hat Bologna (1950, 1951) die Lünette des Denkmals für Galeazzo Pandone in San Domenico Maggiore und das hölzerne Retabel des hl. Eustachius in S. Maria la Nova zugewiesen. Abatte (1977) hat darüber hinaus nachzuweisen versucht, dass Giovanni am Grabmal Pandone und an den Grabmälern von Rinaldo del Doce und Giovanni Battista del Doce (1519) in S. Domenico Maggiore, sowie am Grabmal des Giovannello de Cuncto in S. Maria delle Grazie a Caponanapoli mit Giovanni Tommaso Malvisto zusammengearbeitet hat. Vor 1524 schuf Giovanni im Auftrag des Jacopo Sannazaro lebensgroße, hölzerne Krippenfiguren für Santa Maria del Parto, von denen noch fünf erhalten sind, sowie ein heute verlorenes Holzkruzifix für Sant’Anna dei Lombardi. Sein erstes gesichertes Marmorwerk ist das Grabmal für den Vizekönig Ramón de Cardona. Es entstand 1522–1525  und wurde in der Franziskanerkirche von Bellpuig in Katalonien aufgestellt. Eine starke Ähnlichkeit mit den Grabmälern von Andrea Sansovinos in Santa Maria del Popolo in Rom wird hier deutlich.
1528 schuf Giovanni da Nola den Hochaltar von S. Lorenzo Maggiore und um 1530/1531 das 1943 zerstörte Grabmal der Antonia Gaudino in S. Chiara. Eine heute ebenfalls verlorene Medeastatue ist 1531 in drei Epigrammen des Jano Anysio bezeugt. Vom selben Jahr datieren die Grabmäler der Herzöge von Termoli in S. Maria del Popolo agli Incurabili und wahrscheinlich auch ein Kruzifix und eine Ecce-homo-Darstellung aus Holz in S. Maria la Nova; ein früheres Entstehungsdatum des Kruzifixes nimmt jedoch Bologna an. Weitere Werke der 30er Jahre sind: der Altar der Familie Ligorio in Sant’Anna dei Lombardi; eine Madonna mit Kind auf Wolken im Kreuzgang von S. Lorenzo; dort weiterhin eine Statue des hl. Laurentius; eine in memoriam der 1534 verstorbene Dorotea Malatesta errichtete Statue der hl. Dorothea in Sant’Aniello a Caponapoli; der Sarkophag und das Madonnenrelief vom Grabmal des Guido Fieramosca in Montecassino; der Altar der Madonna della Neve in S. Domenico Maggiore in Neapel; drei Grabmäler für Jacopo, Ascanio und Sigismondo Sanseverino und ein Tabernakel in SS. Severino e Sossio, über die im Juli 1539 der Vertrag abgeschlossen wurde und für die Giovanni bis 1545 Zahlungen erhielt. Ungefähr zur selben Zeit entstanden zwei weitere Grabmäler: Auf der einen Seite das für Giovanni Antonio Caracciolo in der Annunziata, das 1757 durch einen Brand zerstört wurde, und 1553 das des verstorbenen Vizekönigs Pedro de Toledo und seiner Frau für die Kirche San Giacomo degli Spagnoli.
| Personendaten    | Personendaten                                                  |
| ---------------- | -------------------------------------------------------------- |
| NAME             | Giovanni da Nola                                               |
| ALTERNATIVNAMEN  | Giovanni Merliano; Meriliano; Mirgiliano; Miriliano; Mariliano |
| KURZBESCHREIBUNG | italienischer Bildhauer der Renaissance                        |
| GEBURTSDATUM     | um 1488                                                        |
| GEBURTSORT       | Mirgiliano bei Nola                                            |
| STERBEDATUM      | 1558                                                           |
| STERBEORT        | Neapel                                                         |